# سيدي غانم (إقليم الرحامنة)
 سيدي غانم (بالإنجليزية: SIDI GHANEM)‏ هي جماعة قروية في المغرب الأقصى، تابعة لإقليم الرحامنة ضمن جهة مراكش أسفي بالمغرب. بلغ مجموع عدد سكان سيدي غانم  حسب إحصاءات 2004 12159 نسمة من بينهم 1 أجنبي يعيشون في 1799 أسرة.

## إحصاء عام
| السنة | عدد السكان | عدد الأسر | عدد الأجانب |
| ----- | ---------- | --------- | ----------- |
| 1994  | 11746      | 1617      | °°°°        |
| 2004  | 12159      | 1799      | 1           |

## دواوير الجماعة
دوار ولاد عتمان
دوار سيدي غانم
دوار لمكارنة دوار مولاي أحمد
دوار لكورات
دوار لغشاوات
دوار لحرش
لكراروة